# Celerena nigrilinea
Celerena nigrilinea là một loài bướm đêm trong họ Geometridae.